# Tălpaș
Tălpaș est une commune roumaine située dans le județ de Dolj.